# Sitio de Bouchain
El sitio de Bouchain  se llevó a cabo entre el 9 de agosto y el 12 de septiembre de 1711 y fue un asedio de la guerra de sucesión española y la última gran victoria de John Churchill, I duque de Marlborough. Marlborough rompió las líneas defensivas francesas y tomó a Bouchain después de un asedio de 34 días. Su captura dejó a Cambrai como la única fortaleza francesa entre el ejército aliado y París.

## Antecedentes
Durante todo el verano de 1711, el ejército de Marlborough, que había tomado la importante fortaleza de Douai el 25 de junio del año anterior, maniobró de forma indecisa en el norte de Francia, bloqueado por las líneas francesas de «Ne Plus Ultra», una serie masiva de trabajos de campo desde la costa del Canal de la Mancha hasta las Ardenas en Namur. El ejército aliado se había visto debilitado por la retirada del ejército del Príncipe Eugenio para cubrir el Alto Rin, ya que el depuesto Elector de Baviera intentó aprovechar la interrupción causada por la muerte del emperador José. El 6 de julio, Marlborough capturó la pequeña fortaleza de Arleux, justo al norte de las Líneas, al oeste de Bouchain, tanto para negar su uso a los franceses como un puerto de salida como para asegurar el suministro de agua a Douai, que podría ser cortado al represar el canal que abastecía a la ciudad. 
El Duque fue atacado por Villars cuando el ejército francés cruzó «Las Líneas» en la noche del 22 al 23 de julio y volvió a tomar Arleux, con el ejército aliado demasiado lejos al oeste para intervenir a tiempo, y las defensas se nivelaron antes de que los franceses retrocedieran más atrás las líneas. Marlborough, inicialmente furioso, retomó la iniciativa al marchar su ejército para asaltar «Las Líneas» cerca de Arras y realizó un detallado reconocimiento personal el 4 de agosto a la vista del ejército que cubre Villars. Esa noche, el ejército acampó y dejó que sus fogatas ardieran para engañar a los franceses y marchó hacia Arleux, hacia el este. A medianoche, una fuerza de Douai bajo el mando de Cadogan cruzó las líneas francesas sin vigilancia  hacia las 8 de la mañana. También avanzaron las primeras líneas de la vanguardia del ejército principal. Cuando llegó  Villars a la escena con unos pocos cientos de soldados de caballería se dio cuenta de que había sido superado y, aunque intentó ofrecer batalla frente a Bourlon Wood, Marlborough se negó a atacar aunque la posición del mariscal era incluso más fuerte que la que había tenido frente al ejército de Marlborough dos años antes en Malplaquet. Así que se retiró e intentó obstaculizar el sitio que Marlborough puso a Bouchain.

## El asedio
Para defender al pueblo, el gobernador de Bouchain, de Ravignau, tenía unos 5000 hombres contra el ejército sitiador de 30 000 de Marlborough, y la ventaja de ser una de las fortalezas más fuertes de Francia, rodeada por la tierra pantanosa de la confluencia de los ríos  Escalda y Sensée. El fuerte ejército de Villars había tomado posición al oeste del campamento aliado y había logrado abrir un pequeño enlace con la guarnición sitiada. Marlborough respondió utilizando baterías de cañones para contrarrestar a Villars, utilizó una fuerza de asalto de choque ejecutada el 18 de agosto para cortar una vez más la comunicación del Mariscal con Bouchain y estableció un corredor protegido desde el campo de asedio a su puerto de suministro principal en Marchiennes en el río Scarpe. Las frecuentes incursiones de Villars en los convoyes de abastecimiento a través del río Scarpe hacia Douai no lograron interrumpir el asedio y la guarnición salió para ser hechos prisioneros de guerra el 13 de septiembre de 1711.

## Consecuencias
Bouchain fue la última campaña de Marlborough. El último día del año fue despojado de su puesto de Capitán General y de todas sus otros mandatos. El mando del ejército en el continente para la campaña de 1712 fue entregado al  duque de Ormonde y se impusieron limitaciones estrictas a su libertad de movimiento. Particularmente se le prohibió involucrar a los franceses en la batalla ya que las conversaciones de paz anglo-francesas estaban muy avanzadas y la oportunidad de tomar Cambrai y marchar sobre París, debida a las conquistas de Marlborough el año anterior, fue abandonada. Antes de que terminara el año, el ejército británico se retiraró de la alianza y dejó a los aliados restantes bajo el mando de Eugenio de Saboya, que fue derrotado en Denain.
El 19 de octubre de 1712 la ciudad sería recuperada por las tropas francesas.